# King Arthur and the Knights of the Round Table
King Arthur and the Knights of the Round Table ist ein US-amerikanisch-thailändischer Actionfilm aus dem Jahr 2017 von Jared Cohn. Der Film behandelt die Artussage in der modernen Zeit.

## Handlung
Vor etwa 1500 Jahren in England: Merlin und König Arthur, unterstützt von dessen Rittern der Tafelrunde, können die böse Zauberin Morgana und dessen Sohn Mordred besiegen und die Heerscharen der Hölle, die versucht haben, die Macht in Camelot an sich zu reißen, zu vernichten. Zur Strafe werden die beiden dank der Macht des legendären Schwerts Excalibur an das Ende des Universums verbannt. Morgana schwört daraufhin Rache.
Penn, ein Nachkomme eines der Ritter der Tafelrunde, nimmt die Legenden über seine Vorfahren nicht besonders ernst. Dennoch erscheint er regelmäßig in Bangkok, um an verschiedenen Kampfübungen teilzunehmen, um sich auf die eventuelle Rückkehr Morganas und ihres Sohns vorzubereiten. Die Nachfahren von König Arthus und den Rittern der Tafelrunde bewahren den heiligen Gral und das legendäre Schwert Excalibur auf, doch durch eine Unachtsamkeit wird der Jahrhunderte alte Bannfluch gelöst.
Es kommt, wie es kommen musste, und Morgana will ihren Racheplan in die Tat umsetzen. Tatsächlich erreicht diese mit ihrem Sohn in einem Raumschiff die Erde. Sie sind bewaffnet mit außerirdischer Technologie und wollen nun die Weltherrschaft an sich reißen. Sie beabsichtigen, ihre Rachegelüste zu stillen und alle Nachfahren von Merlin, Arthur und dessen Ritter zu töten. Penn akzeptiert die Vergangenheit seiner Familie und beschließt, eine neue Gruppierung der Ritter der Tafelrunde zu versammeln und die Erde vor Morganas Rache zu retten.

## Hintergrund
Der Film wurde bei einem geschätzten Budget von 300.000 US-Dollar in Bangkok und Ratchaburi gedreht. Es handelt sich um einen Mockbuster zu King Arthur: Legend of the Sword aus demselben Jahr. In Deutschland startete der Film am 12. Mai in den Videoverleih. In Großbritannien startete der Film bereits am 24. April 2017 in den Kinos, in den USA startete er am 2. Mai 2017 als Direct-to-Video.

## Rezeption
„Absurder Low-Budget-Beitrag zum Rittergenre, der unbekümmert auf den exotischen Schauplatz und zahlreiche Schlachten setzt. Die miserablen Effekte und irritierenden Regieeinfälle zeigen wenigstens einen Anflug von Selbstironie.“

Leigh Monson schreibt für Substream Magazine, dass im Film „die meisten visuellen Effekte kaum mehr als eine Lichtüberlagerung seien und die Soundeffekte unabhängig von ihrer Beziehung zu dem, was auf dem Bildschirm passiert, abgespielt werden würden.“ Kritisiert werden außerdem die Dialoge. Dies führt Monson darauf zurück, dass ein Großteil des Cast eher Stuntleute und Kampfkünstler als Schauspieler seien. Dafür lobt sie die Kampfchoreografien. Final befindet sie, dass „dies einer der schlechtesten Filme [ist], die ich je in meiner Zeit als Kritiker rezensiert habe, aber er verdient eine Punktzahl, nur basierend auf dem Spaß, den ich hatte, mich darüber lustig zu machen.“
Im Audience Score, der Zuschauerwertung auf Rotten Tomatoes konnte der Film bei weniger als 50 Stimmen eine Wertung von 9 % erreichen. In der Internet Movie Database hat der Film bei über 600 Stimmenabgaben eine Wertung von 2,2 von 10,0 möglichen Sternen.